# Antony Beevor
Antony James Beevor, thành viên hội hoàng gia về văn chương (sinh 14 tháng 12 năm 1946) là một sử gia quân đội người Anh, đã theo học tại Winchester College và trường võ bị hoàng gia Sandhurst. Ông ta đã từng phục vụ quân đội tại Anh và Đức trước khi giải ngũ. Ông đã cho xuất bản nhiều sách lịch sử rất được ưa chuộng về thế chiến thứ hai và thế kỷ 20 nói chung.

## Tác phẩm

### Tiểu thuyết
- Violent Brink (1975)
- For Reasons of State (1980)
- The Faustian Pact (1983)
- The Enchantment of Christina von Retzen (1989)

### Phi hư cấu
- The Spanish Civil War (1982)
- Inside the British Army (1990)
- Crete: The Battle and the Resistance (1991)
- Paris After the Liberation, 1944–1949 (1994)
- Stalingrad (Stalingrad - Trận chiến định mệnh, 1998)
- Berlin: The Downfall 1945 (Berlin:Sự sụp đổ năm 1945, 2002)
- The Mystery of Olga Chekhova (2004)
- The Battle for Spain: The Spanish Civil War 1936–39 (2006)
- D-Day: The Battle for Normandy (2009)
- The Second World War (2012)
- Ardennes 1944: Hitler's Last Gamble (2015)
- Arnhem: The Battle for the Bridges, 1944 (2018)